# Nyala (Yacht)
Der Zwölfer Nyala ist eine 12mR-Regattayacht der Meter-Klasse. Sie wurde 1937 von Olin Stephens vom New Yorker Yachtkonstruktionsbüro Sparkman & Stephens entworfen und 1938 fertiggestellt. Der Name stammt von der afrikanischen Antilopenart Nyala (auf Swahili).
Aufgrund der Regeländerungen im Jahr 1933 der International Rule in der America’s-Cup-Klasse war die Zeit der J-Klasse abgelaufen und die halb so großen Zwölfer (12mR) erlebten einen enormen Aufwind. Sechs von Starling Burgess entworfene und bei Abeking & Rasmussen in Lemwerder bei Bremen gebaute Zwölfer für Mitglieder des New York Yacht Club hatten diese Segel-Klasse in Nordamerika durchgesetzt. Von diesen Yachten sind heute noch die Anitra US 5 und die Onawa US 6 erhalten.
Olin Stephens zeichnete neben der Nyala US 12 auch das fast baugleiche Schwesterschiff Northern Light US 14.
Nyala war ein Hochzeitsgeschenk von Frederick T. Bedford für seine Enkeltochter Lucy, die den Starboot-Segler und späteren Rennfahrers Briggs Cunningham heiratete. Bedford war als Mitbegründer und langjähriger Direktor der Standard Oil Company des John D. Rockefellers vermögend geworden. Die Yacht als Hochzeitsgeschenk war 1938 auch standesgemäß, denn Cunningham war ein Spross einer sehr wohlhabenden Familie, die Immobilien, Eisenbahnen und Beteiligungen (Procter & Gamble) besaßen.
Den Bau der Yacht Nyala übernahm die renommierte Bootswerft Henry Nevins in New York. Die Vorkriegs-Zwölfer segelten ohne eine Inneneinrichtung und waren unter Deck bis auf eine Toilette so gut wie leer. Die Kajüte bestand aus einem neun Meter langen Gang, der auf beiden Seiten unterschiedlich breite Bänke und Kojen hatte. Der Mittschiffsbereich wird als Segelstauraum genutzt. Die Bauweise war konsequent auf Gewichtsreduzierung ausgelegt. Der Rumpf hat statt einer normalen Beplankung eine Bordwand, die doppellagig ausgeführt wurde aus Honduras-Mahagoni und Orford-Zeder. Diese aufwändige Rumpfbauweise erforderte höchste handwerkliche Fähigkeiten, denn sie verdoppelte den Aufwand bei halbierter Plankenstärke. Die dünneren Planken ließen sich zwar leichter biegen, aber das Gesamtergebnis wurde schnell wellig. Für die Yacht hatte dieses Verfahren den Vorzug, eines besonders steifen, temperatur- und feuchtigkeitsresistenten Rumpfes. Das Deck wurde mit 27 Millimeter starkem Fichtenholz statt mit Teakholz belegt, da die Bauvorschriften diese Wandstärke vorschrieben. Fichte ist das deutlich leichtere Baumaterial. Die Werft verwendete wegen des unbeschränkten finanziellen Budgets des Eigners Bronze für die Bodenwrangen. Dieses Material hatte den Vorteil gegenüber dem sonst üblichen Eisen, dass sich Bronze mit dem Eichenholz der Aussteifungen wesentlich besser verträgt und Grundlage einer längeren Haltbarkeit ist.
Auf der Yacht Nyala wurden erstmals auch Grinder eingesetzt, um die Schoten der Vorsegel dichtzuholen. Das auf den Zwölfern eingesetzte Bermuda-Rigg mit einer deutlich überlappenden Genua machte das schnelle Dichtholen der Vorsegel nach einer Wende notwendig, wollte man erfolgreich Regatten segeln. Schnelle Wenden mit frühzeitig stehenden Vorsegeln waren entscheidend für den Rennverlauf, das konnte die Grinder-Technologie unterstützen. Sie ist heute fester Bestandteil aller großen Regattayachten.
Nach dem Erwerb durch den italienischen Modekaufmann und Besitzer des America’s-Cup-Syndikats Prada/Luna Rossa Patrizio Bertelli im Jahr 1995 wurde die Yacht Nyala auf der renommierten italienischen Bootswerft Cantiere dell Argentario einem umfangreichen Refit unterzogen. Der Eigner ließ der Bootswerft weitgehend freie Hand und scheute keine Kosten. Heute gilt Nyala neben der Vim (US 15), die 1939 für Harold Vanderbilt von Sparkman & Stephens als letzter Vorkriegszwölfer (12mR) entworfen wurde, als bestrestaurierter Mittelmeer-Zwölfer.
Der Eigner Patrizio Bertelli lässt Nyala von einer Proficrew auf klassischen 12mR-Regatten sehr erfolgreich segeln, unter anderem belegte die Yacht bei der Weltmeisterschaft im Jahr 2008 auf der Flensburger Förde den ersten Platz.